# Aeroporto das Flores
Luchthaven Flores (Portugees: Aeroporto das Flores) (IATA: FLW, ICAO: LPFL) is een kleine luchthaven op Flores, een eiland dat deel uitmaakt van de Azoren. Luchthaven Flores heeft één startbaan van 1 kilometer lang waar dagelijks vluchten worden uitgevoerd naar andere eilanden van de archipel door de eigen luchtvaartmaatschappij van de eilanden groep; SATA Air Açores.
Luchthaven Flores ligt bij de hoofdstad van het eiland, Santa Cruz das Flores. In de luchthaven is een klein café gevestigd.